# 리카르도 쿠치올라

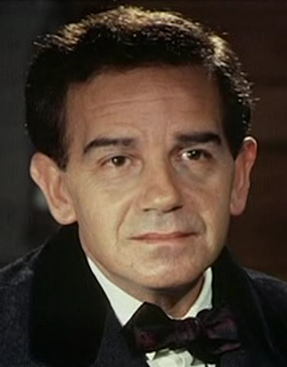

리카르도 쿠치올라(Riccardo Cucciolla, 1924년 9월 5일 ~ 1999년 9월 17일)는 이탈리아의 연극 배우, 영화배우, 텔레비전 배우이다.
바리에서 태어났으며 로마에서 사망하였다.

## 영화
- 아이스크림 작전 (1989년)
- 어시지 언더그라운드 (1985년)
- 쇼킹 아프리카 (1978년)
- 라스트 콘서트 (1976년)
- 산티아고에 비가 내린다 (1975년)
- 미친 개들 (1974년)
- 위험한 관계 (1974년)
- 볼사리노 2 (1974년)
- 사코 & 반젯티 (1971년)
- 라스트 아프리카 (1971년) - 내레이션 역
- 리스본 특급 (1971년) - 폴 웨버 역
- 로마 컴 시카고 (1968년)
- 석유의 길 (1967년) - 나레이터 역